# کلیف کلارک
کلیف کلارک (انگلیسی: Cliff Clark؛ ‏ ۱۰ ژوئن ۱۸۸۹ – ۸ فوریهٔ ۱۹۵۳) بازیگر اهل ایالات متحده آمریکا بود.

## گزیدهٔ فیلم‌شناسی
- کنتاکی
- آقای لینکلن جوان
- سریع و خشمگین
- خوشه‌های خشم
- قلعه
- فلوریان
- مریلند
- بریگم یانگ
- نوت راکنی آمریکایی
- مسیر سانتافه
- وسترن یونیون
- گرگ دریا
- کارکنان
- تنسی جانسون
- ناوشکن
- روزی روزگاری
- هیچ‌چیز بجز دردسر
- سیزده ساعت
- کَس تیمبرلین
- البوکرکی
- آقای بلندینگ خانه رؤیایی خود را می‌سازد
- دژ آپاچی
- متأسفم، شماره اشتباه است
- گودال مار
- نیروی اهریمن
- خانه شجاعان
- جو یانگ قدرتمند
- روزانا مک‌کوی
- کمین
- تفنگدار
- خماری زیاد
- مردان
- نیمروز
- تک‌تیرانداز
- کری
- آسمان بزرگ
- جنگ دنیاها
- هودینی